# Mantas Bertašius
Mantas Bertašius (Gargždai, 3 de mayo de 2000) es un futbolista lituano que juega en la demarcación de portero para el FK Banga de la A Lyga.

## Selección nacional
Hizo su debut con la selección de fútbol de Lituania en un partido de la Liga de Naciones de la UEFA 2024-25 contra Chipre que finalizó con un resultado de 2-1 a favor del combinado chipriota tras el gol de Gvidas Gineitis para Lituania, y de Grigoris Kastanos y Marinos Tzionis para Chipriota.

## Clubes
| Club        | País     | Año   | Partidos | Goles |
| ----------- | -------- | ----- | -------- | ----- |
| FK Atlantas | Lituania | 2018  | 0        | 0     |
| FK Banga    | Lituania | 2020- | 94       | 0     |